# アフタラ空港
アフタラ空港（アフタラくうこう）はソロモン諸島マライタ島アフタラにある空港。アウキ空港から約60キロの位置にある。

## 就航路線
| 航空会社     | 就航地   |
| ------------ | -------- |
| ソロモン航空 | ホニアラ |